# Nature morte inversée

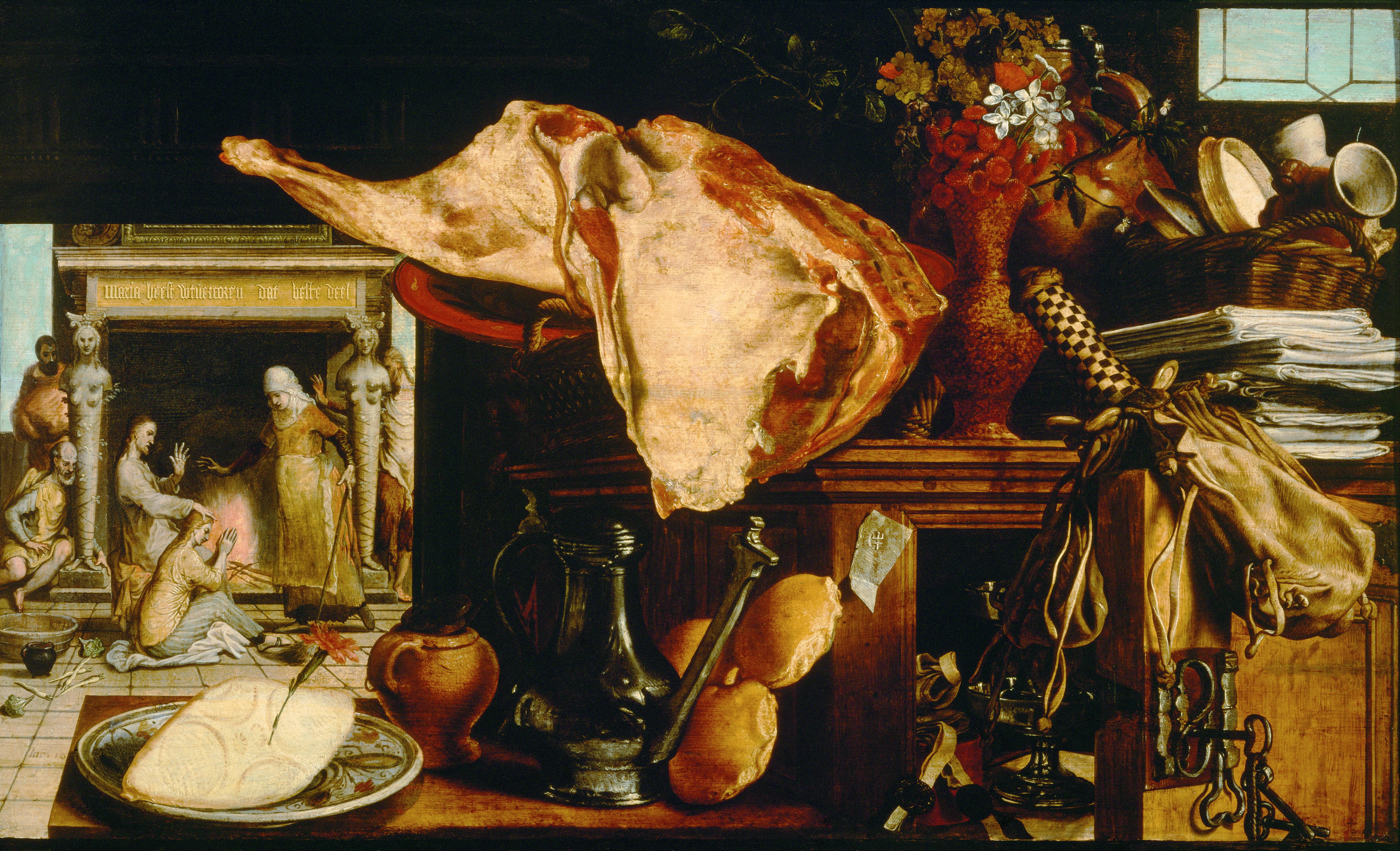
Pieter Aertsen, Jésus chez Marthe et Marie, 1552.

Une nature morte inversée est une image picturale représentant en son premier plan une nature morte qui occupe l'essentiel de sa surface tandis qu'à l'arrière-plan, et souvent en marge, apparaît une scène animée de personnages vivants, généralement une scène religieuse. 
D'après Victor Stoichita, qui les appelle des images dédoublées, les premières peintures de ce type datent de 1550 environ et Pieter Aertsen s'en fait peu après une spécialité, notamment avec son tableau Jésus chez Marthe et Marie en 1552, conservé à Vienne au Kunsthistorisches Museum ou son Étal du boucher en 1551 : au premier plan une nature morte alimentaire avec une tête de bœuf écorchée et à l’arrière-plan une scène biblique minuscule – la Fuite en Égypte.

« Ce qui était jugé jusque-là secondaire et,

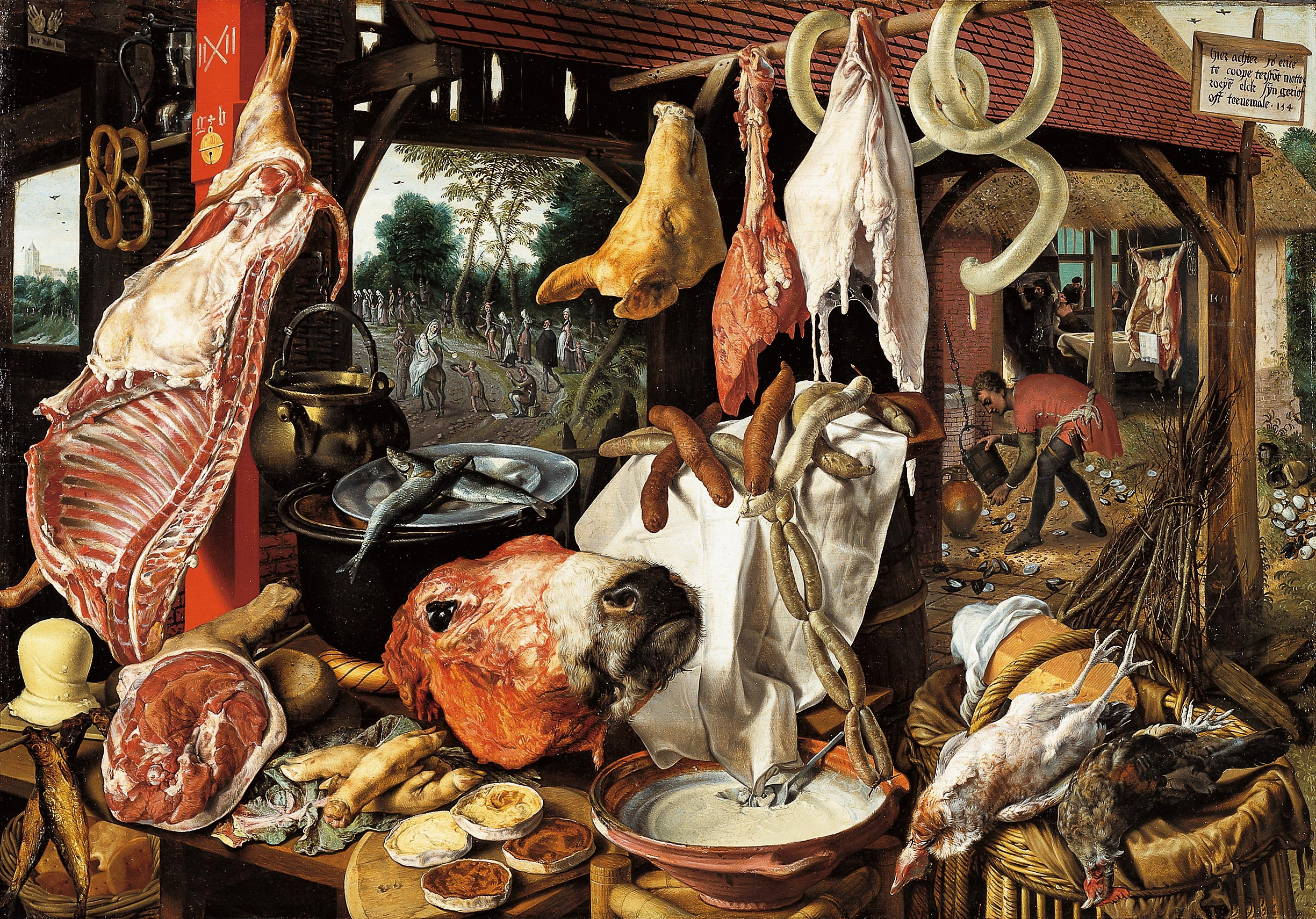
Pieter Aertsen, Étal de viande avec la Sainte Famille faisant l'aumône durant la Fuite en Égypte, 1551.

à ce titre, rejeté dans les marges de la peinture narrative est désormais projeté à l’avant-plan, reléguant la scène religieuse au fond de l’image. »

— Ralph Dekoninck, Pouvoirs de l’imaginaire : Paroles, textes et images (colloque).

## Artistes du genre
- Pieter Aertsen
  - Étal de viande avec la Sainte Famille faisant l'aumône durant la Fuite en Égypte, 1551, Raleigh, North Carolina Museum of Art.
  - Le Christ et la femme adultère, Stockholm, Nationalmuseum.
  - Jésus chez Marthe et Marie, 1552, Vienne, Kunsthistorisches Museum.
  - Le Christ dans la maison de Marthe et Marie, 1553, Rotterdam, Musée Boijmans Van Beuningen[7].

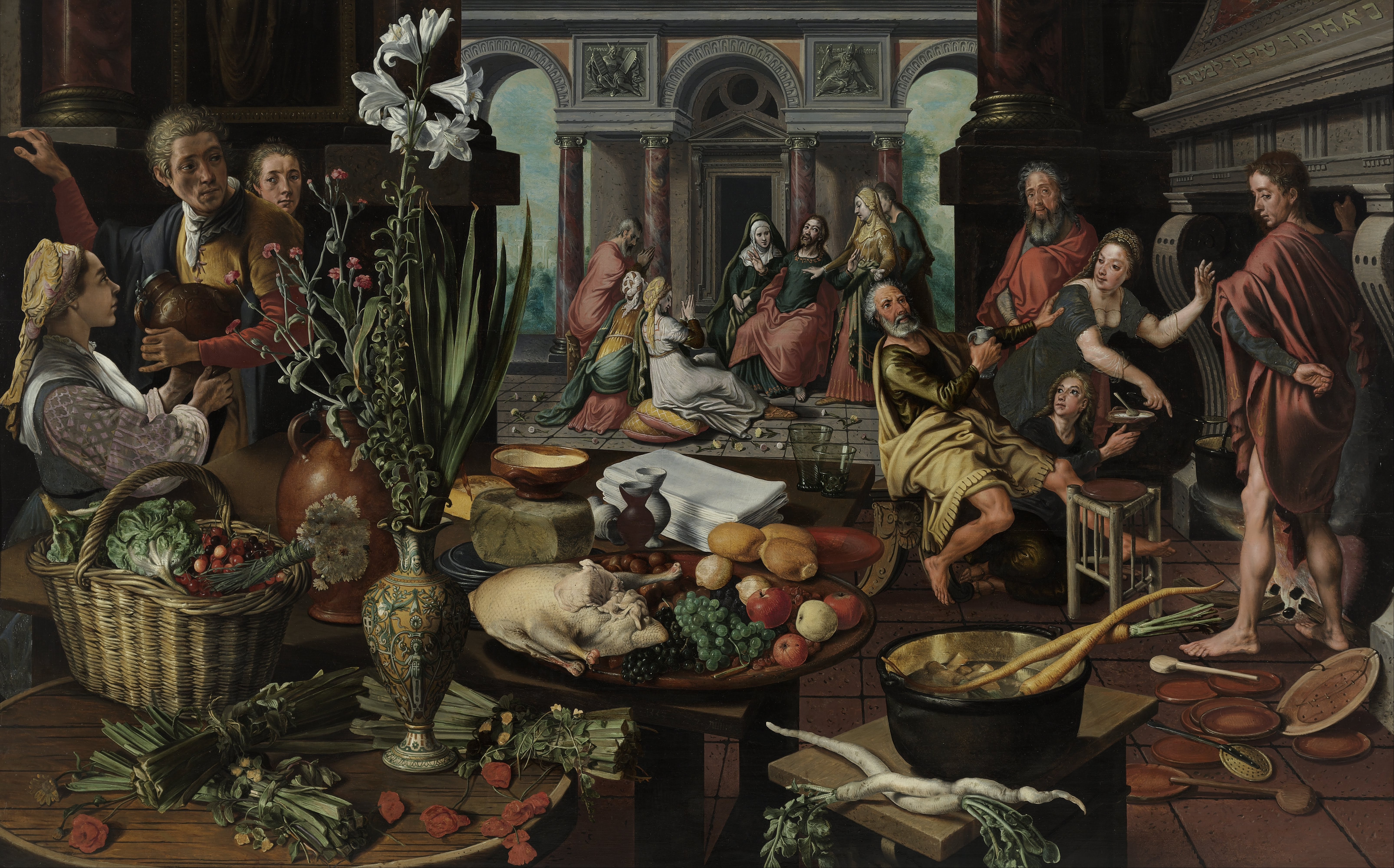
Pieter Aertsen, Le Christ dans la maison de Marthe et Marie, 1553.

- Joachim Bueckelaer, élève de Pieter Aertsen, peint de 1565 à 1568 quatre tableaux où le premier plan met en valeur de somptueuses natures mortes de fruits, de gibier et surtout de poissons, en reléguant à l'arrière-plan le motif religieux.
  - Jésus chez Marthe et Marie, 1565, musées royaux des Beaux-Arts de Belgique.
  - Scène de cuisine, avec Jésus dans la maison de Marthe et Marie à l'arrière-plan, 1569, Rijksmuseum Amsterdam.
  - Marché aux poissons, 1570, musée de Capodimonte de Naples.
- Frans Snyders
  - Nature morte aux légumes, vers 1610, Staatliche Kunsthalle Karlsruhe.

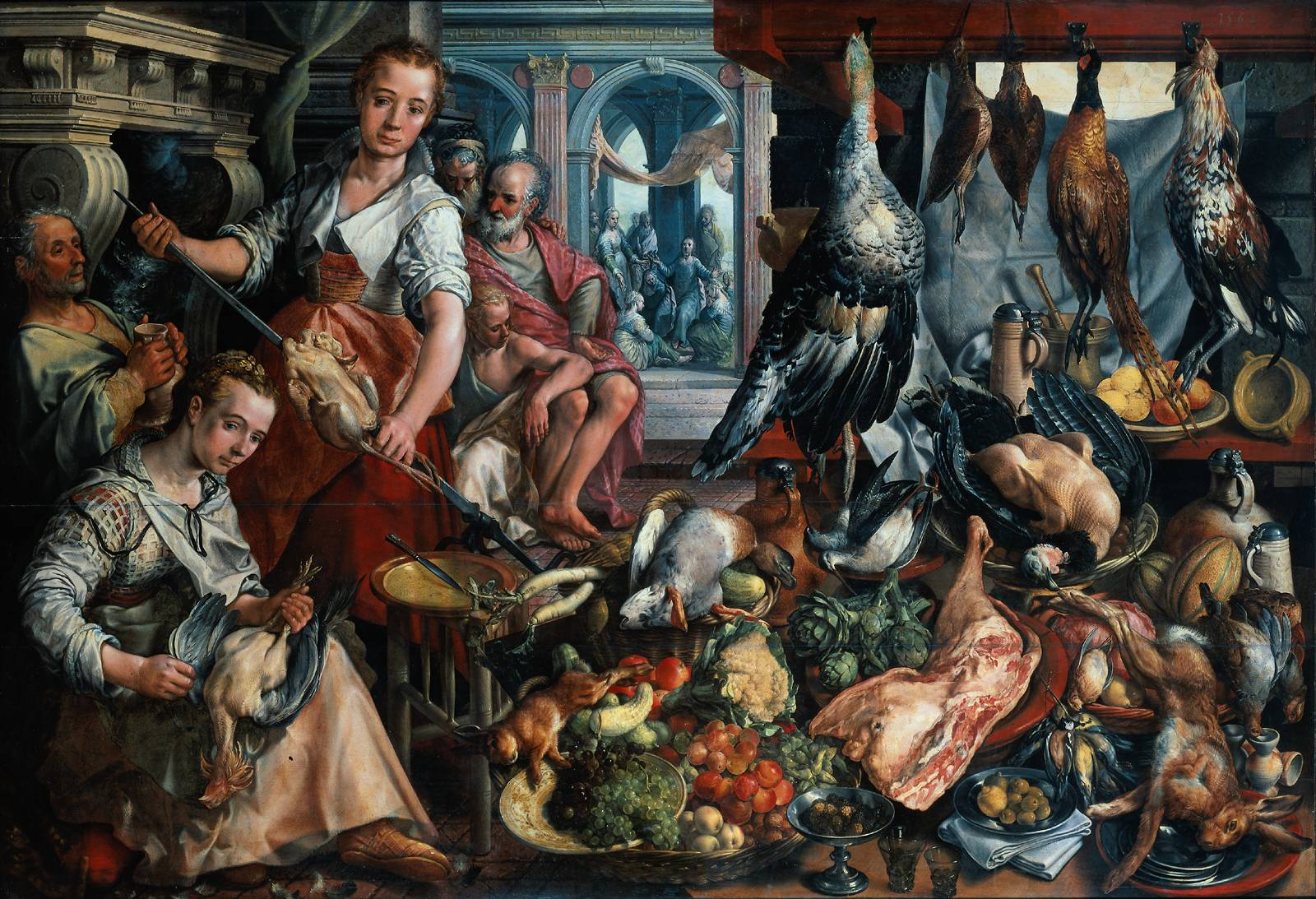
Joachim Bueckelaer, La Cuisine bien garnie. Au fond, Jésus, Marthe et Marie, 1566

- Diego Vélasquez use de ce principe pictural dans au moins deux de ses tableaux : 
  - Christ dans la maison de Marthe et Marie, en 1620.
  - La Cène d'Emmaüs, 1620-1622.
- Les natures mortes inversées se comptent par dizaines dans l’œuvre du péruvien Herman Braun-Vega. On peut citer les exemples suivants :
  - Reconstitution de l'attentat (d'après Poussin)[8], 1974, où le gibier de la nature morte au premier plan évoque la coïncidence de l'ouverture de la chasse avec l'attentat du drugstore de Saint-Germain à Paris représenté à l'arrière-plan par un détournement de L'Enlèvement des Sabines de Poussin[9].
  - Mercado (d'après Vermeer)[10], 1994, où le syncrétisme des fruits d'origines géographiques différentes au premier plan fait écho au syncrétisme de la scène de l'arrière plan où La femme en bleu de Vermeer se retrouve en train de relire sa liste de courses sur un marché péruvien[11].
  - La Leccion en el mercado... (d'après Rembrandt et Bacon)[12], 2003, où les poulets d'un étalage de boucherie sont le premier plan d'un détournement de La leçon d'anatomie de Rembrandt[13].

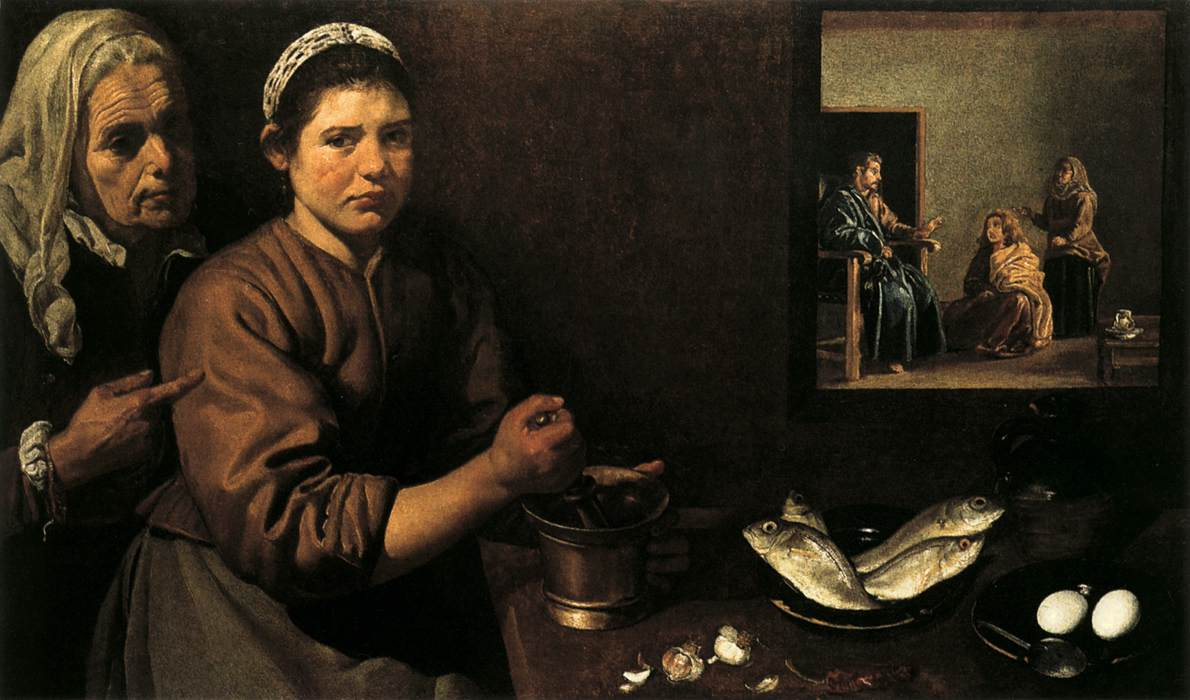
Diego Vélasquez, Christ dans la maison de Marthe et Marie, 1620.